# Elektromagnetische Maßeinheiten
In der Physik sind verschiedene Einheitensysteme für elektrische und magnetische Größen entwickelt worden. Ganz überwiegend hat sich zwar das Internationale Einheitensystem (SI) durchgesetzt; zumindest in der theoretischen Physik wird jedoch von einigen Autoren die Gaußsche Variante des CGS-Systems bevorzugt.

## Grundlagen
In einem physikalischen Einheitensystem ist nicht nur die konkrete Auswahl, sondern auch die Anzahl der Basisgrößen willkürlich: Man kann Basisgrößen aus einem Einheitensystem eliminieren, indem man stattdessen den Proportionalitätsfaktor in einem linearen „Naturgesetz“ als dimensionslose Zahl wählt. So arbeitet man in der theoretischen Atom- und Teilchenphysik mit einem Einheitensystem, das eine einzige Basisgröße hat, da man Lichtgeschwindigkeit und Planck-Konstante gleich 1 setzt.
Elektromagnetische Größen sind durch mehrere lineare Gesetze mit mechanischen Größen verknüpft. Für die Wahl des Einheitensystems relevant sind insbesondere folgende Zusammenhänge:
- Das Coulomb-Gesetz, das die Kraft F zwischen zwei Punktladungen Q1 und Q2 im Abstand r angibt,

{\displaystyle F=k_{1}\cdot {\frac {Q_{1}Q_{2}}{r^{2}}}}
- das ampèresche Kraftgesetz, das die Kraft F zwischen zwei von Strömen I1 und I2 durchflossenen Leitern der Länge ℓ im Abstand d angibt,

{\displaystyle F=2k_{2}{\frac {I_{1}I_{2}\ell }{d}}};
- und das Faradaysche Induktionsgesetz,

{\displaystyle \nabla \times {\vec {E}}=-k_{3}\cdot \partial {\vec {B}}/\partial t.}
Die von statischen Ladungen ausgeübte Coulomb-Kraft und die von bewegten Ladungen ausgeübte Lorentzkraft kann man unmittelbar miteinander vergleichen; der Zusammenhang {\displaystyle \textstyle {k_{1}}={k_{2}}\cdot c^{2}} enthält die Lichtgeschwindigkeit {\textstyle c}. Damit bleiben zwei unabhängige Proportionalitätskonstanten {\displaystyle k_{1}} und {\displaystyle k_{3}} übrig, die die willkürliche Wahl einer elektrischen und einer magnetischen Basiseinheit erlauben. In Maßsystemen, die die elektromagnetischen Größen explizit auf mechanische Größen zurückführen, d. h. sich auf die drei Basisgrößen der Mechanik beschränken, kann man diese beide Konstanten als dimensionslose Zahlen oder als mechanische Größen willkürlicher Dimension wählen. Wenn man hingegen das System um eine elektromagnetische vierte Basiseinheit erweitert, benötigt man eine weitere dimensionsbehaftete, experimentell zu ermittelnde Naturkonstante.

## Historische Entwicklung
Das erste System elektromagnetischen Größen wurde um 1832 von Carl Friedrich Gauß und in der Folge von Wilhelm Eduard Weber entwickelt, basierend auf den drei Basisgrößen der Mechanik: Länge, Masse und Zeit. Als Basiseinheiten wurden schließlich Centimeter, Gramm und Sekunde (CGS-System) gewählt. Das System benötigte eine zu messende Naturkonstante, die Lichtgeschwindigkeit {\textstyle c}.
Es entstanden mehrere Varianten dieses System, insbesondere das elektrostatische Einheitensystem (esE) und das elektromagnetische Einheitensystem (emE). In den 1860er Jahren kombinierte man, basierend auf den Arbeiten von James Clerk Maxwell, das esE- und das emE-System zum so genannten Gaußschen Einheitensystem. Dieses System wurde 1874 von der British Association for the Advancement of Science und 1881 vom ersten internationalen Elektrizitätskongress angenommen. Es ist bis heute das Standard-CGS-System der Elektromagnetismus geblieben. Das Heaviside-Lorenz-System, eine Fortentwicklung des Gauß-Systems, konnte sich nicht gegenüber dem Gauß-System durchsetzen.
Da bei der Verwendung von CGS-Einheiten oft sehr große Zahlen auftraten, definierte man die Einheiten „Volt“, „Ohm“ und „Ampere“ als 108, 109 und 10−1 elektromagnetische CGS-Einheiten, um „handliche“ Zahlen zu bekommen. Für diese so definierten Einheiten wurden Normale entwickelt, z. B. das Weston-Normalelement für das Volt. Diese Normale waren aber nicht einfach nur empfohlene Realisierungen der Maßeinheiten, sondern wurden für deren Definition verwendet. Dadurch entstand ein Nebeneinander von aus den mechanischen Einheiten abgeleiteten „absoluten“ elektromagnetischen Einheiten und den nunmehr offiziellen, über die Normale definierten „internationalen“ Einheiten. Diese unterschieden sich leicht voneinander. Nach einem Beschluss von 1933 und folgenden Arbeiten zur Vergleichsmessung wurden 1948 die „internationalen“ Einheiten aufgegeben.
Giovanni Giorgi zeigte 1901, dass man die mechanischen und elektromagnetischen Einheiten zu einem System mit ganzzahligen Exponenten zusammenführen kann, indem man eine vierte Basiseinheit einführt, zum Beispiel Ampere oder Ohm, und die Gleichungen der Elektrodynamik umformuliert. Dabei wird die Einführung einer weiteren Konstante neben {\displaystyle c} notwendig. 1954 beschloss die Generalkonferenz für Maß und Gewicht, das MKS-System (Meter, Kilogramm, Sekunde) um die Basiseinheit Ampere zu erweitern.  Dadurch entstand das MKSA-System, das sich zum Internationalen Einheitensystem (SI) weiterentwickelte. Wegen der Beziehung
1 V · 1 A = 107 erg/s = 1 J/s
konnte man Ampere, Ohm etc. aus dem CGS-System übernehmen, ohne dass Zehnerpotenzen als numerische Vorfaktoren auftraten; das zum MKSA erweiterte MKS-System behielt also seine Kohärenz.
Mit der Entdeckung des Josephson-Effekts (1962) und des Quanten-Hall-Effekts (1980) wurde es möglich, elektrische Spannungen bzw. elektrische Widerstände mit bis dahin unerreichter Präzision zu messen. Limitierender Faktor war hierbei die Genauigkeit, mit der die Josephson-Konstante {\textstyle K_{\mathrm {J} }={\frac {2e}{h}}} bzw. die Von-Klitzing-Konstante {\textstyle R_{\mathrm {K} }={\frac {h}{e^{2}}}} bekannt waren. Um Präzisionsmessungen vergleichbar zu machen, wurden 1990 die bestbekannten Werte beider Konstanten, bezeichnet als KJ-90 und als RK-90, durch internationale Vereinbarungen als Standards festgelegt. Damit wurden neue Maßeinheiten geschaffen, das „konventionelle“ Volt V90 und Ohm Ω90 sowie davon abgeleitet weitere „konventionelle“ Einheiten, die (wie früher die „internationalen“ Einheiten) parallel zu den „absoluten“ SI-Einheiten existierten. Seit der Revision von 2019 basiert das SI auf sieben Konstanten, darunter e und h, denen feste Werte zugewiesen wurden. Dadurch haben nun auch KJ und RK exakte Zahlenwerte im SI; die „konventionellen“ Einheiten sind obsolet.

## Vergleich der Einheitensysteme

### Elektrostatisches CGS-System
Das Elektrostatische Einheitensystem (kurz: esE, oder ESU für electrostatic units) ist für eine möglichst einfache Beschreibung des Coulomb-Gesetzes ausgelegt und setzt {\textstyle F={\frac {q_{1}q_{2}}{r^{2}}}}. Hier ist {\displaystyle k_{1}=k_{3}=1} und damit {\displaystyle k_{2}=c^{-2}}.

### Elektromagnetisches CGS-System
Das Elektromagnetische Einheitensystem (kurz: emE, oder EMU für electromagnetic units) ist für eine möglichst einfache Beschreibung des Ampèrschen Kraftgesetzes ausgelegt und setzt {\textstyle F=2{\frac {I_{1}I_{2}\ell }{d}}}. Hier ist {\displaystyle k_{2}=k_{3}=1} und damit {\displaystyle k_{1}=c^{2}}.

### Gaußsches Einheitensystem
Das Gaußsche Einheitensystem kombiniert das elektrostatische und das elektromagnetische System. Es wählt wie das elektrostatische System {\displaystyle k_{1}=1} und damit {\displaystyle k_{2}=c^{-2}} und sodann {\displaystyle k_{3}=c^{-1}}. Elektrische Größen (Ladung, Strom, Spannung, elektrische Feldstärke, ..., meistens auch Induktivität) haben im Gauß-System dieselbe Dimension wie im esE; magnetische Größen (magn. Feldstärke, Permeabilität, ...) dieselbe Dimension wie im emE. Damit wird erreicht, dass die Lichtgeschwindigkeit in den Maxwell-Gleichungen in symmetrischer Form auftritt und dass elektrische und magnetische Feldstärke dieselbe Dimension haben. Das Gauß-System entwickelte sich zur de-facto-Standardvariante der CGS-Systeme.

### Heaviside-Lorentz-System
Aufgrund seiner historischen Entwicklung folgt das Gauß-System keiner einheitlichen Logik den Faktor 4π betreffend. Das Heaviside-Lorentz-Einheitensystem (HLE) korrigiert dies, indem es {\displaystyle k_{1}=\textstyle {\frac {1}{4\pi }}} setzt. Dadurch ergibt sich ein rationalisiertes Einheitensystem: Die Maxwell-Gleichungen werden symmetrischer, und der Faktor 4π erscheint nur in Fällen von Kugelsymmetrie. Das System konnte sich jedoch nicht durchsetzen, weil das Gauß-System bereits zu stark etabliert war.

### MKSA-System (SI)
Da das MKSA-System im Vergleich zu den CGS-Systemen eine zusätzliche vierte Basisgröße hat, tritt hier neben {\textstyle c} eine weitere dimensionsbehaftete Konstante auf, die magnetische Feldkonstante {\textstyle \mu _{0}}. In Formeln zur Elektrodynamik verwendet man anstelle von {\textstyle c} und {\textstyle \mu _{0}} üblicherweise die Konstanten {\textstyle \varepsilon _{0}} und {\textstyle \mu _{0}}, wobei {\textstyle \varepsilon _{0}=1/\mu _{0}c^{2}} die elektrische Feldkonstante {\textstyle \varepsilon _{0}} ist. Das SI setzt {\textstyle k_{1}=1/{4\pi \varepsilon _{0}}}, {\textstyle k_{2}={\mu _{0}}/{4\pi }} und {\textstyle k_{3}=1}. Damit ist auch das SI ein rationalisiertes System.
Anders als in den CGS-Systemen haben im SI die elektrische Feldstärke E und die elektrische Flussdichte D sowie die magnetische Feldstärke H und die magnetische Flussdichte B jeweils unterschiedliche Dimensionen. Aufgrund der unterschiedlichen Formulierung der fundamentalen Gleichungen sind auch die Einheiten nicht immer durch denselben Umrechnungsfaktor verbunden.
Bis 2018 war das Ampere entsprechend seiner Herkunft aus dem elektromagnetischen CGS-System über das ampèresche Kraftgesetz definiert. Dadurch hatte die magnetische Feldkonstante den exakten Wert {\textstyle \mu _{0}=4\pi \cdot 10^{-7}{\mathrm {N} }\mathrm {A} ^{-2}}, und als 1983 mit einer neuen Definition des Meters auch {\textstyle c} festgelegt wurde, bekam {\textstyle \varepsilon _{0}} dadurch ebenfalls einen exakten Wert. Mit der Revision des SI-Einheitensystems im Jahr 2019 wurde das Ampere neu definiert. Seitdem sind {\textstyle \mu _{0}} und {\textstyle \varepsilon _{0}} mit Messunsicherheit behaftete Messgrößen.

## Formeln in verschiedenen Systemen
Die folgende Tabelle gibt einen Überblick über die Gestalt der wichtigsten Gleichungen der Elektrodynamik in den verschiedenen Einheitensystemen:
| Coulomb-Gesetz                      | {\displaystyle F}                                   | {\displaystyle =}                          | {\displaystyle k_{1}{\frac {q_{1}q_{2}}{r^{2}}}}                                                                                 | \| mit: \| {\displaystyle k_{1}} \| {\displaystyle k_{2}} \| {\displaystyle k_{3}} \| \| esE \| 1 \| {\displaystyle {\tfrac {1}{c^{2}}}} \| 1 \| \| emE \| {\displaystyle c^{2}} \| 1 \| 1 \| \| Gauß \| 1 \| {\displaystyle {\tfrac {1}{c^{2}}}} \| {\displaystyle {\tfrac {1}{c}}} \| \| HLE \| {\displaystyle {\tfrac {1}{4\pi }}} \| {\displaystyle {\tfrac {1}{4\pi c^{2}}}} \| {\displaystyle {\tfrac {1}{c}}} \| \| SI \| {\displaystyle {\tfrac {1}{4\pi \varepsilon _{0}}}} \| {\displaystyle {\tfrac {\mu _{0}}{4\pi }}} \| 1 \| |
| Ampèresches Kraftgesetz             | {\displaystyle F}                                   | {\displaystyle =}                          | {\displaystyle 2k_{2}{\frac {I_{1}I_{2}\ell }{d}}}                                                                               | \| mit: \| {\displaystyle k_{1}} \| {\displaystyle k_{2}} \| {\displaystyle k_{3}} \| \| esE \| 1 \| {\displaystyle {\tfrac {1}{c^{2}}}} \| 1 \| \| emE \| {\displaystyle c^{2}} \| 1 \| 1 \| \| Gauß \| 1 \| {\displaystyle {\tfrac {1}{c^{2}}}} \| {\displaystyle {\tfrac {1}{c}}} \| \| HLE \| {\displaystyle {\tfrac {1}{4\pi }}} \| {\displaystyle {\tfrac {1}{4\pi c^{2}}}} \| {\displaystyle {\tfrac {1}{c}}} \| \| SI \| {\displaystyle {\tfrac {1}{4\pi \varepsilon _{0}}}} \| {\displaystyle {\tfrac {\mu _{0}}{4\pi }}} \| 1 \| |
| Lorentz-Kraft                       | {\displaystyle {\vec {F}}}                          | {\displaystyle =}                          | {\displaystyle k_{3}\,q\,{\vec {v}}\times {\vec {B}}}                                                                            | \| mit: \| {\displaystyle k_{1}} \| {\displaystyle k_{2}} \| {\displaystyle k_{3}} \| \| esE \| 1 \| {\displaystyle {\tfrac {1}{c^{2}}}} \| 1 \| \| emE \| {\displaystyle c^{2}} \| 1 \| 1 \| \| Gauß \| 1 \| {\displaystyle {\tfrac {1}{c^{2}}}} \| {\displaystyle {\tfrac {1}{c}}} \| \| HLE \| {\displaystyle {\tfrac {1}{4\pi }}} \| {\displaystyle {\tfrac {1}{4\pi c^{2}}}} \| {\displaystyle {\tfrac {1}{c}}} \| \| SI \| {\displaystyle {\tfrac {1}{4\pi \varepsilon _{0}}}} \| {\displaystyle {\tfrac {\mu _{0}}{4\pi }}} \| 1 \| |
| Biot-Savart-Gesetz für Punktladung  | {\displaystyle {\vec {B}}}                          | {\displaystyle =}                          | {\displaystyle {\frac {k_{2}}{k_{3}}}\,q{\frac {{\vec {v}}\times {\vec {e}}_{r}}{r^{2}}}}                                        | \| mit: \| {\displaystyle k_{1}} \| {\displaystyle k_{2}} \| {\displaystyle k_{3}} \| \| esE \| 1 \| {\displaystyle {\tfrac {1}{c^{2}}}} \| 1 \| \| emE \| {\displaystyle c^{2}} \| 1 \| 1 \| \| Gauß \| 1 \| {\displaystyle {\tfrac {1}{c^{2}}}} \| {\displaystyle {\tfrac {1}{c}}} \| \| HLE \| {\displaystyle {\tfrac {1}{4\pi }}} \| {\displaystyle {\tfrac {1}{4\pi c^{2}}}} \| {\displaystyle {\tfrac {1}{c}}} \| \| SI \| {\displaystyle {\tfrac {1}{4\pi \varepsilon _{0}}}} \| {\displaystyle {\tfrac {\mu _{0}}{4\pi }}} \| 1 \| |
| mikroskopische Maxwell- Gleichungen | {\displaystyle {\vec {\nabla }}\cdot {\vec {E}}}    | {\displaystyle =}                          | {\displaystyle 4\pi k_{1}\,\rho }                                                                                                | \| mit: \| {\displaystyle k_{1}} \| {\displaystyle k_{2}} \| {\displaystyle k_{3}} \| \| esE \| 1 \| {\displaystyle {\tfrac {1}{c^{2}}}} \| 1 \| \| emE \| {\displaystyle c^{2}} \| 1 \| 1 \| \| Gauß \| 1 \| {\displaystyle {\tfrac {1}{c^{2}}}} \| {\displaystyle {\tfrac {1}{c}}} \| \| HLE \| {\displaystyle {\tfrac {1}{4\pi }}} \| {\displaystyle {\tfrac {1}{4\pi c^{2}}}} \| {\displaystyle {\tfrac {1}{c}}} \| \| SI \| {\displaystyle {\tfrac {1}{4\pi \varepsilon _{0}}}} \| {\displaystyle {\tfrac {\mu _{0}}{4\pi }}} \| 1 \| |
| mikroskopische Maxwell- Gleichungen | {\displaystyle {\vec {\nabla }}\cdot {\vec {B}}}    | {\displaystyle =}                          | {\displaystyle 0} | \| mit: \| {\displaystyle k_{1}} \| {\displaystyle k_{2}} \| {\displaystyle k_{3}} \| \| esE \| 1 \| {\displaystyle {\tfrac {1}{c^{2}}}} \| 1 \| \| emE \| {\displaystyle c^{2}} \| 1 \| 1 \| \| Gauß \| 1 \| {\displaystyle {\tfrac {1}{c^{2}}}} \| {\displaystyle {\tfrac {1}{c}}} \| \| HLE \| {\displaystyle {\tfrac {1}{4\pi }}} \| {\displaystyle {\tfrac {1}{4\pi c^{2}}}} \| {\displaystyle {\tfrac {1}{c}}} \| \| SI \| {\displaystyle {\tfrac {1}{4\pi \varepsilon _{0}}}} \| {\displaystyle {\tfrac {\mu _{0}}{4\pi }}} \| 1 \| |
| mikroskopische Maxwell- Gleichungen | {\displaystyle {\vec {\nabla }}\times {\vec {E}}}   | {\displaystyle =}                          | {\displaystyle -k_{3}\,{\frac {\partial {\vec {B}}}{\partial t}}{\phantom {\frac {1}{\vec {B}}}}}                                | \| mit: \| {\displaystyle k_{1}} \| {\displaystyle k_{2}} \| {\displaystyle k_{3}} \| \| esE \| 1 \| {\displaystyle {\tfrac {1}{c^{2}}}} \| 1 \| \| emE \| {\displaystyle c^{2}} \| 1 \| 1 \| \| Gauß \| 1 \| {\displaystyle {\tfrac {1}{c^{2}}}} \| {\displaystyle {\tfrac {1}{c}}} \| \| HLE \| {\displaystyle {\tfrac {1}{4\pi }}} \| {\displaystyle {\tfrac {1}{4\pi c^{2}}}} \| {\displaystyle {\tfrac {1}{c}}} \| \| SI \| {\displaystyle {\tfrac {1}{4\pi \varepsilon _{0}}}} \| {\displaystyle {\tfrac {\mu _{0}}{4\pi }}} \| 1 \| |
| mikroskopische Maxwell- Gleichungen | {\displaystyle {\vec {\nabla }}\times {\vec {B}}}   | {\displaystyle =}                          | {\displaystyle {\frac {4\pi k_{2}}{k_{3}}}\,{\vec {\jmath }}+{\frac {1}{k_{3}c^{2}}}\,{\frac {\partial {\vec {E}}}{\partial t}}} | \| mit: \| {\displaystyle k_{1}} \| {\displaystyle k_{2}} \| {\displaystyle k_{3}} \| \| esE \| 1 \| {\displaystyle {\tfrac {1}{c^{2}}}} \| 1 \| \| emE \| {\displaystyle c^{2}} \| 1 \| 1 \| \| Gauß \| 1 \| {\displaystyle {\tfrac {1}{c^{2}}}} \| {\displaystyle {\tfrac {1}{c}}} \| \| HLE \| {\displaystyle {\tfrac {1}{4\pi }}} \| {\displaystyle {\tfrac {1}{4\pi c^{2}}}} \| {\displaystyle {\tfrac {1}{c}}} \| \| SI \| {\displaystyle {\tfrac {1}{4\pi \varepsilon _{0}}}} \| {\displaystyle {\tfrac {\mu _{0}}{4\pi }}} \| 1 \| |
| mit:                                | {\displaystyle k_{1}}                               | {\displaystyle k_{2}}                      | {\displaystyle k_{3}} | |
| esE                                 | 1                                                   | {\displaystyle {\tfrac {1}{c^{2}}}}        | 1 | |
| emE                                 | {\displaystyle c^{2}}                               | 1                                          | 1 | |
| Gauß                                | 1                                                   | {\displaystyle {\tfrac {1}{c^{2}}}}        | {\displaystyle {\tfrac {1}{c}}}                                                                                                  | |
| HLE                                 | {\displaystyle {\tfrac {1}{4\pi }}}                 | {\displaystyle {\tfrac {1}{4\pi c^{2}}}}   | {\displaystyle {\tfrac {1}{c}}}                                                                                                  | |
| SI                                  | {\displaystyle {\tfrac {1}{4\pi \varepsilon _{0}}}} | {\displaystyle {\tfrac {\mu _{0}}{4\pi }}} | 1 | |

Für die Umrechnung von Größen und Formeln zwischen Gauß-System und MKSA-System siehe Gaußsches Einheitensystem.

## Elektromagnetische Einheiten in verschiedenen Systemen

### Vergleich von Größen und Einheiten
| Größe                              | Größe | SI-Einheit  | SI-Einheit | Konversion in CGS-Einheiten | Konversion in CGS-Einheiten | Konversion in CGS-Einheiten | Konversion in CGS-Einheiten | Konversion in CGS-Einheiten | Konversion in CGS-Einheiten | in Basiseinheiten | in Basiseinheiten |
| Größe                              | Größe | SI-Einheit  | SI-Einheit | esE                         | esE                         | Gauß                        | Gauß                        | emE                         | emE                         | SI                | Gauß              |
| ---------------------------------- | ----- | ----------- | ---------- | --------------------------- | --------------------------- | --------------------------- | --------------------------- | --------------------------- | --------------------------- | ----------------- | ----------------- |
| elektr. Ladung                     | Q     | Coulomb (C) | = A·s      | 3·109                       | 3·109                       | statC (Fr)                  | statC (Fr)                  | 10−1                        | abC                         | A·s               | g1/2·cm3/2·s−1    |
| elektr. Stromstärke                | I     | Ampere (A)  | = C/s      | 3·109                       | 3·109                       | statA                       | statA                       | 10−1                        | abA (Bi)                    | A                 | g1/2·cm3/2·s−2    |
| elektr. Spannung                   | U     | Volt (V)    | = W/A      | 1⁄3·10−2                    | 1⁄3·10−2                    | statV                       | statV                       | 108                         | abV                         | kg·m2·s−3·A−1     | g1/2·cm1/2·s−1    |
| elektr. Feldstärke                 | E     | V/m         | = N/C      | 1⁄3·10−4                    | 1⁄3·10−4                    | statV/cm                    | statV/cm                    | 106                         | abV/cm                      | kg·m·s−3·A−1      | g1/2·cm−1/2·s−1   |
| elektr. Flussdichte                | D     | C/m2        | C/m2       | 4π·3·105                    | 4π·3·105                    | statC/cm2                   | statC/cm2                   | 4π·10−5                     | abC/cm2                     | A·s·m−2           | g1/2·cm−1/2·s−1   |
| elektr. Polarisation               | P     | C/m2        | C/m2       | 3·105                       | 3·105                       | statC/cm2                   | statC/cm2                   | 10−5                        | abC/cm2                     | A·s·m−2           | g1/2·cm−1/2·s−1   |
| elektr. Dipolmoment                | p     | C·m         | C·m        | 3·1011                      | 3·1011                      | statC·cm                    | statC·cm                    | 101                         | abC·cm                      | A·s·m             | g1/2·cm5/2·s−1    |
| elektr. Widerstand                 | R     | Ohm (Ω)     | = V/A      | 1⁄9·10−11                   | 1⁄9·10−11                   | s/cm                        | s/cm                        | 109                         | abΩ                         | kg·m2·s−3·A−2     | cm−1·s            |
| elektr. Leitwert                   | G     | Siemens (S) | = 1/Ω      | 9·1011                      | 9·1011                      | cm/s                        | cm/s                        | 10−9                        | s/cm                        | kg−1·m−2·s3·A2    | cm·s−1            |
| spezifischer elektr. Widerstand    | ρ     | Ω·m         | Ω·m        | 1⁄9·10−9                    | 1⁄9·10−9                    | s                           | s                           | 1011                        | abΩ·cm                      | kg·m3·s−3·A−2     | s                 |
| elektr. Kapazität                  | C     | Farad (F)   | = C/V      | 9·1011                      | 9·1011                      | cm                          | cm                          | 10−9                        | abF                         | kg−1·m−2·s4·A2    | cm                |
| Induktivität                       | L     | Henry (H)   | = Wb/A     | 1⁄9·10−11                   | 1⁄9·10−11                   | statH                       | statH                       | 109                         | abH (cm)                    | kg·m2·s−2·A−2     | cm−1·s2           |
| magn. Flussdichte                  | B     | Tesla (T)   | = Wb/m2    | 1⁄3·10−6                    | statT                       | 104                         | 104                         | G                           | G                           | kg·s−2·A−1        | g1/2·cm−1/2·s−1   |
| magn. Fluss                        | Φ     | Weber (Wb)  | = V·s      | 1⁄3·10−2                    | statT·cm2                   | 108                         | 108                         | G·cm2 (Mx)                  | G·cm2 (Mx)                  | kg·m2·s−2·A−1     | g1/2·cm3/2·s−1    |
| magn. Feldstärke                   | H     | A/m         | A/m        | 4π·3·107                    | statA/cm                    | 4π·10−3                     | 4π·10−3                     | Oe                          | Oe                          | A·m−1             | g1/2·cm−1/2·s−1   |
| Magnetisierung                     | M     | A/m         | A/m        | 3·107                       | statA/cm                    | 10−3                        | 10−3                        | Oe                          | Oe                          | A·m−1             | g1/2·cm−1/2·s−1   |
| magn. Spannung, magn. Durchflutung | Vm Θ  | Ampere (A)  | Ampere (A) | 4π·3·109                    | statA                       | 4π·10−1                     | 4π·10−1                     | Oe·cm (Gb)                  | Oe·cm (Gb)                  | A                 | g1/2·cm1/2·s−1    |
| magn. Dipolmoment                  | m     | A·m2        | = J/T      | 3·1013                      | statA·cm2                   | 103                         | 103                         | abA·cm2 (= erg/G)           | abA·cm2 (= erg/G)           | m2·A              | g1/2·cm5/2·s−1    |

Die Einheiten des esE und emE unterscheiden sich um den Faktor c bzw. c2, wobei c = 2,998…·1010 cm/s (hier gerundet auf 3·1010) die Lichtgeschwindigkeit ist.

### Exaktheit der Umrechnung
Die „mechanischen“ SI- und CGS-Einheiten haben dieselben Dimensionen und sind durch dieselben Definitionen festgelegt, daher können sie über einen einfachen Zahlenfaktor exakt umgerechnet werden, z. B. 1 J = 107 erg. Gleiches galt bis zur  Revision des SI im Jahre 2019 auch für die elektromagnetischen Einheiten. Zwar sind die Größensysteme und Dimensionen unterschiedlich, aber bis 2019 war im SI die Basiseinheit Ampere und damit die elektromagnetischen Einheiten über die Lorentzkraft definiert. In den CGS-Systemen war und ist es ebenso, auch wenn es keine separate elektromagnetische Dimension gibt. Die Umrechnungsfaktoren zwischen den Einheiten bestanden aus Zahlen (wie Zehnerpotenzen oder 4π) und dem Zahlenwert von c, der seit 1983 exakt festgelegt ist.
Mit der SI-Reform von 2019 wurde die Verknüpfung zu den mechanischen Größen jedoch gelöst. Die Elementarladung e bekam einen festen Zahlenwert, dafür wurden μ0 und ε0 zu Messgrößen. In den CGS-Systemen hingegen blieb diese Verknüpfung definitionsgemäß bestehen, e ist weiterhin eine Messgröße.
Zur Bestimmung der Unsicherheit betrachten wir die Feinstrukturkonstante α im SI und im Gauß-System:
SI: {\displaystyle \qquad \alpha ={\frac {1}{4\pi \,\varepsilon _{0}}}\;{\frac {e^{2}}{\hbar \cdot c}}\,,}
Gauß: {\displaystyle \quad \alpha ={\frac {e^{2}}{\hbar \cdot c}}\,.}
Da α eine dimensionslose Naturkonstante ist, können nicht alle Zahlenwerte der Konstanten auf der rechten Seite dieser Gleichungen festgelegt sein; mindestens eine von ihnen muss eine Messgröße sein. Im SI ist dies ε0, im Gauß-System ist es e. Die Messung von α ist die genaueste Methode zur Bestimmung von μ0 und ε0,  deren Messunsicherheit ist daher gleich der Unsicherheit von {\displaystyle \alpha } (derzeit 1.6e-10). Die Unsicherheit von e im Gauß-System ist gleich der Unsicherheit von {\textstyle {\sqrt {\alpha }}}.